# Yowie Bay
Yowie Bay est une banlieue du sud de Sydney, dans l'État de Nouvelle-Galles du Sud, en Australie. La baie yowie est située à 24 kilomètres au sud du quartier central des affaires de Sydney, dans la région du gouvernement local du comté de Sutherland.

## Sources
- (en) Cet article est partiellement ou en totalité issu de l’article de Wikipédia en anglais intitulé « Yowie Bay, New South Wales » (voir la liste des auteurs).